# Virton (huyện)
Huyện Virton (tiếng Pháp: Arrondissement de Virton; tiếng Hà Lan: Arrondissement Virton) là một trong năm huyện hành chính ở tỉnh Luxembourg, Bỉ.
Huyện hành chính Virton bao gồm các đô thị sau:
- Chiny
- Étalle
- Florenville
- Habay
- Meix-devant-Virton
- Musson
- Rouvroy
- Saint-Léger
- Tintigny
- Virton